# Meet Me in Las Vegas
Meet Me in Las Vegas is een musicalkomedie uit 1956 van Roy Rowland. Het werd gefilmd in Eastman Color en Cinemascope. In de hoofdrollen spelen Dan Dailey, Cyd Charisse, Agnes Moorehead en Lili Darvas. De film werd opgenomen in en rond het Sands Hotel in Las Vegas.

## Plot
De cowboy Chuck (Dan Dailey) komt erachter dat hij wint bij de roulette als hij de hand van de ballerina Marie (Cyd Charisse) vasthoudt. Zij vindt dit echter alles behalve prettig.

## Rolverdeling
| Acteur              | Personage     |
| ------------------- | ------------- |
| Dan Dailey          | Chuck Rodwell |
| Cyd Charisse        | Maria Corvier |
| Agnes Moorehead     | Miss Hattie   |
| Lili Darvas         | Sari Hatvany  |
| Jim Backus          | Tom Culdane   |
| Oskar Karlweis      | Lotzi         |
| Liliane Montevecchi | Lilli         |
| Cara Williams       | Kelly Donavan |
| George Chakiris     | Young Groom   |
| Betty Lynn          | Young Bride   |
| Henry Slate         | Slate Brother |
| Jack Slate          | Slate Brother |
| Sid Slate           | Slate Brother |
| Pete Rugolo         | Conductor     |
| John Brascia        | danser        |

Een groot aantal acteurs en muzikanten hebben een cameo in de film, waaronder Jerry Colonna, Paul Henreid, Lena Horne, Frankie Laine, Mitsuko Sawamura, Frank Sinatra, Debbie Reynolds, Vic Damone, Pier Angeli, Peter Lorre en Tony Martin, de echtgenoot van Cyd Charisse. Aan het eind speelt Sammy Davis jr. Frankie and Johnny, met een aangepaste tekst van Sammy Cahn.